# Catedral de San Nicolás (Estocolmo)
La catedral de Estocolmo, conocida en Suecia como Storkyrkan (literalmente Gran Iglesia) o Sankt Nikolai kyrka (Iglesia de San Nicolás), es la iglesia más antigua de Estocolmo y la sede de la diócesis de Estocolmo. Se encuentra en el barrio antiguo (Gamla Stan) de la ciudad.
La iglesia figura por primera vez en una fuente escrita en 1279. Tras la reforma protestante, se convirtió en una iglesia luterana en 1527. Se convirtió en catedral cuando se creó la diócesis de Estocolmo en 1942 a partir de las diócesis de Upsala y de Strängnäs.
La iglesia, de una sola torre, está construida de ladrillo repellado y pintados sus muros de amarillo con detalles en blanco. Su estilo original corresponde al gótico del siglo XIII, pero el exterior fue remodelado de manera importante en estilo barroco cerca de 1740 por el arquitecto Johan Eberhard Carlberg.
Destaca una imagen de madera de San Jorge.

## Eventos
- Coronación de Carlos XII de Suecia (a fecha de 14 de diciembre de 1697)
- Coronación de Ulrica Leonor (a fecha de 25 de noviembre de 1680).
- Enlace matrimonial de Victoria de Suecia (a fecha de 2010)

## Galería fotográfica

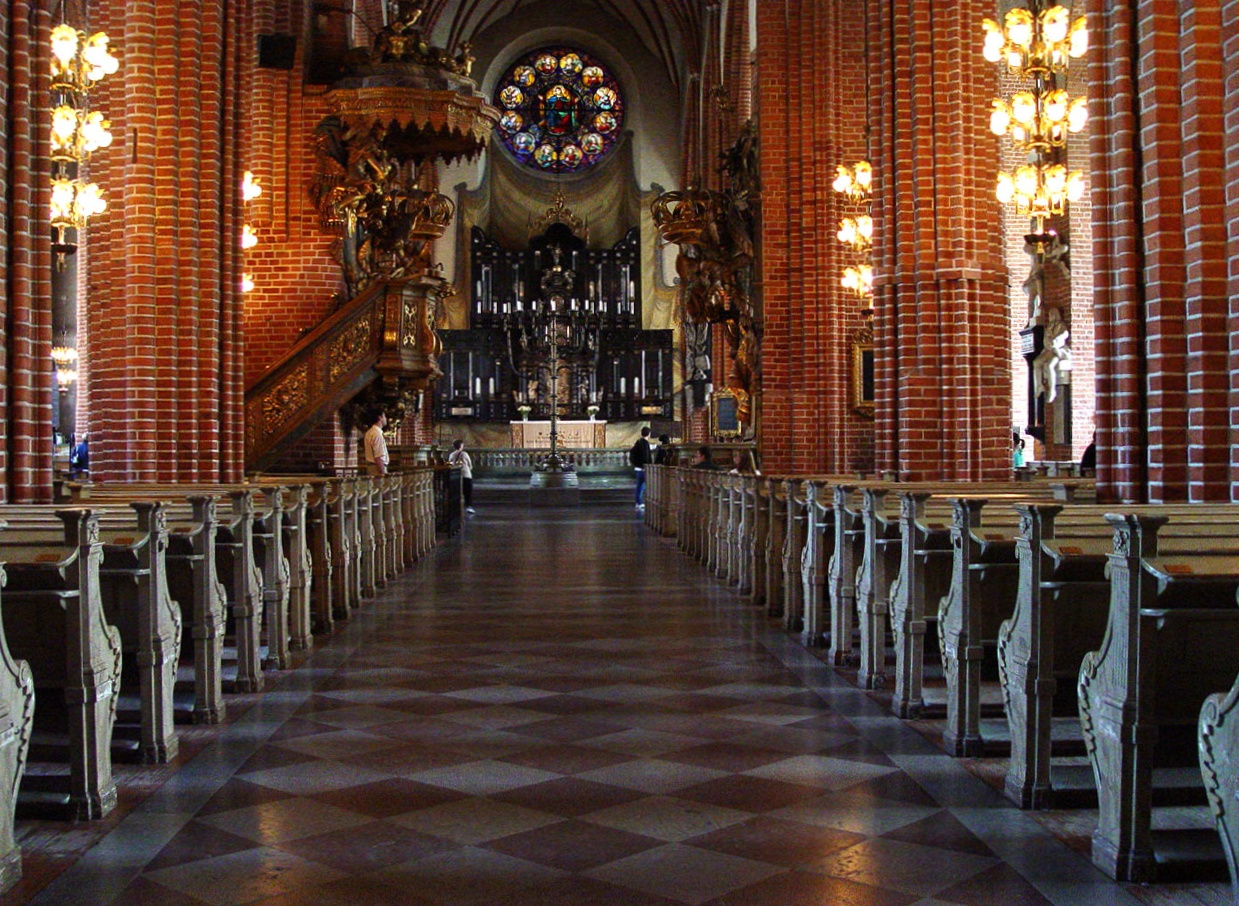
Interior y altar
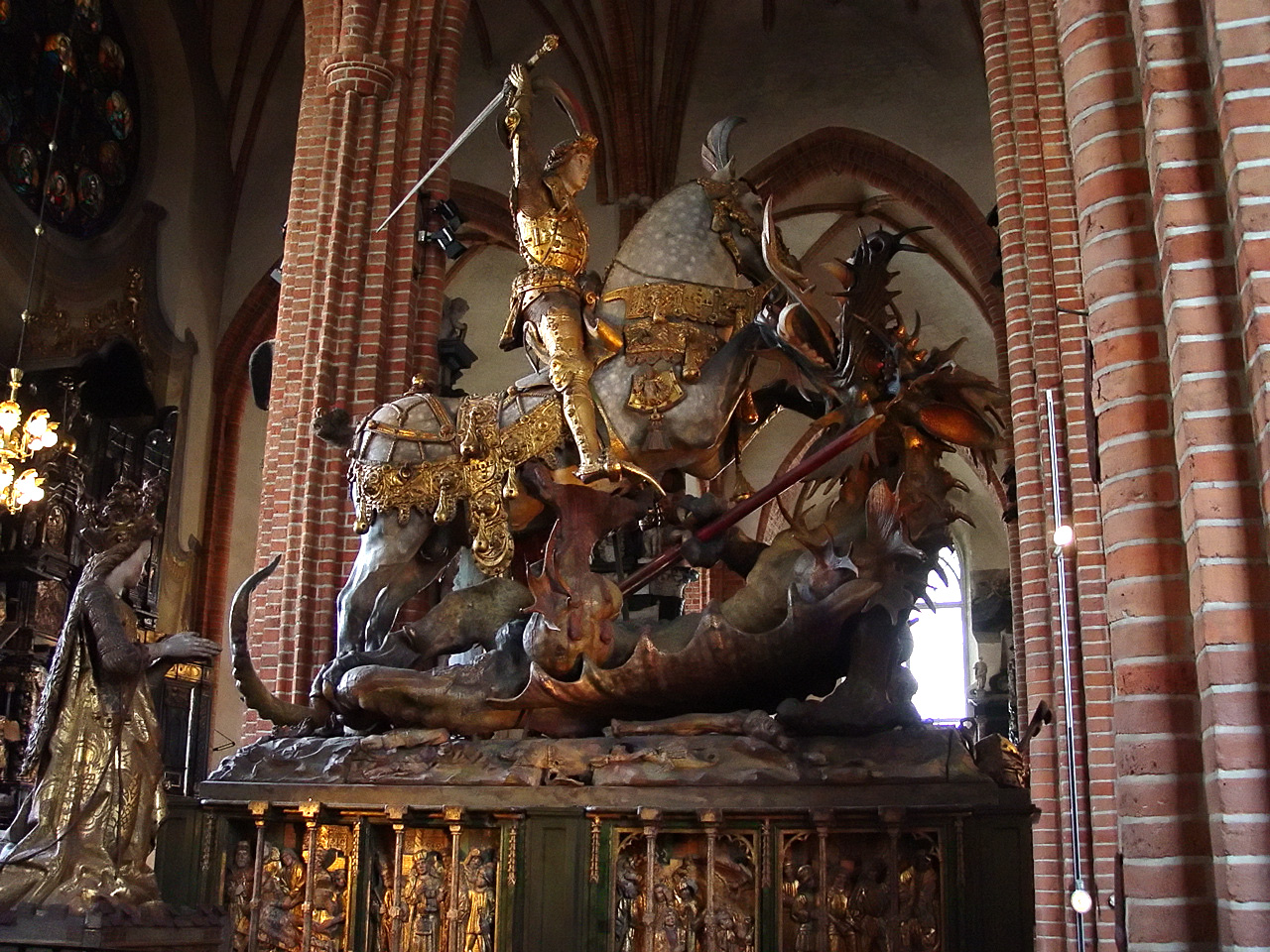
San Jorge matando al Dragón de Bernt Notke
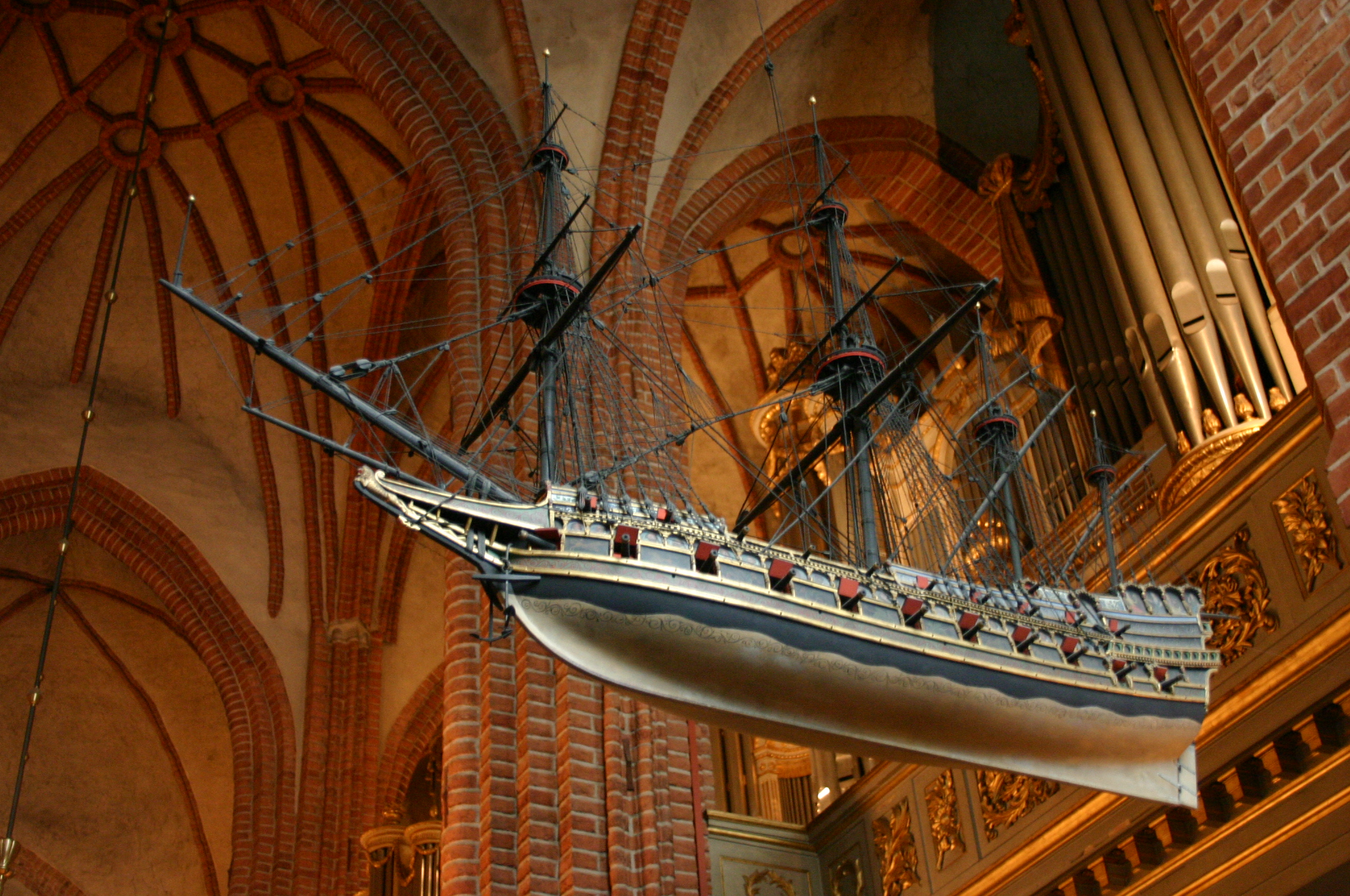
Modelo de navío en el interior de la catedral